# Мухаммед ібн Авад бен Ладен
Мухаммед ібн Авад бен Ладен (араб. محمد بن عوض بن لادن; 1908 — 3 вересня 1967) — саудівський мультимільйонер і підприємець, який займався переважно будівництвом. Він заснував компанію нині відому як Saudi Binladin Group і став найбагатшим саудівцем не з королівської сім'ї, давши початок найвпливовішій родині бен Ладен. Він був батьком Усами бен Ладена.

## Біографія
Мухаммед ібн Авад бен Ладен народився на узбережжі Хадрамаута в Південному Ємені в 1908 році в сім'ї Авада ібн Абуда ібн Ладена. Бідний і неосвічений Мухаммед перебрався в Тіхаму до Першої світової війни, спочатку працював вантажником в Джидді. У 1930 році він почав свій власний будівельний бізнес і, потрапивши в поле зору Ібн Сауда, першого короля Саудівської Аравії, врешті-решт домігся таких успіхів, що його сім'я стала відома як «найбагатша не королівська сім'я в Саудівській Аравії».
Фінансовий успіх Мухаммеда бен Ладена пояснювали діловим чуттям, вірністю королям Саудівської Аравії, надійності і готовністю запропонувати найнижчу ціну на будівельні контракти.
Будучи «королівським будівельником» Мухаммед ібн Ладен налагодив тісні стосунки з королівською родиною, зокрема з принцом Фейсалом. У 1964 році принц Фейсал скинув свого зведеного брата, короля Сауда, і почав відновлювати економіку після періоду марнотратства під час правління Сауда. Король Фейсал прийняв пропозицію Мухаммеда ібн Ладена про надання фінансової допомоги для підтримки національної економіки, і в якості нагороди він видав королівський указ, що віддавав всі майбутні будівельні проекти компанії бен Ладена. В результаті компанія бен Ладена накопичила активи, що перевищують 5 мільярдів доларів США. Мухаммед бен Ладен зробив свій первісний статок на виняткових правах з будівництва всіх мечетей та інших релігійних споруд в Саудівській Аравії і ряді інших арабських країн. До 1967 року Мухаммед ібн Ладен ніс виняткову відповідальність за реставрацію мечеті Ель-Акса в Єрусалимі.

## Дружини і діти
Мухаммед бен Ладен став батьком 56 дітей від 22 дружин. Він ніколи не мав більше чотирьох дружин одночасно, розлучаючись зі старшими дружинами в міру необхідності. Це робилося, щоб дотримати обмеження, що накладається ісламом. На думку дружини Кармен Бенладен Мухаммед планував одружитися в 23-й раз в ніч своєї смерті і прямував туди, коли його літак зазнав аварії. Матір'ю його найвідомішого сина Усами, була Хаміда аль-Аттас, яка народилася і виросла в Сирії, що стала 11-ю дружиною Мухаммеда.

## Смерть
3 вересня 1967 року Мухаммед бен Ладен загинув, коли його літак Beechcraft зазнав аварії під час посадки в Умі, в Асірі, на південному заході Саудівської Аравії.